# クラウドワークス
株式会社クラウドワークス（英: CrowdWorks, Inc.）は、東京都渋谷区に本社を置く日本の企業。

## 概要
日本最大級のクラウドソーシング「クラウドワークス」をはじめとした企業と個人をつなぐオンライン人材マッチングプラットフォームを開発・運営している。2022年9月末時点で、当社提供サービスのユーザーは527.5万人、クライアント数は84.9万社に達し、内閣府・経産省・外務省など政府12府省を筆頭に、80以上の自治体、行政関連団体にも利用されている。2014年に東証マザーズ上場、2022年の市場再編で東証グロース市場へ（証券コード3900）、2015年には経済産業省 第1回「日本ベンチャー大賞」ワークスタイル革新賞および、グッドデザイン・未来づくりデザイン賞を受賞。

## 沿革
- 2011年
  - 11月 - 東京都新宿区に株式会社クラウドワークスを設立
  - 12月 - 株式会社サイバーエージェント・ベンチャーズ及び個人投資家へ第三者割当増資[3]
- 2012年
  - 3月 - エンジニア・クリエイターのためのクラウドソーシングサービス「CrowdWorks（クラウドワークス）」β版を開始
  - 6月 - 「IVS 2012 Spring LaunchPad」優勝
  - 10月 – 日経ビジネス「日本を救う次世代ベンチャー100」に選出
  - 10月 – 伊藤忠テクノロジーベンチャーズ株式会社などに第三者割当増資を実施、3億円を調達
- 2013年
  - 1月 - ヤフー株式会社と提携し、「Yahoo!クラウドソーシング」との連携を開始[4]
  - 12月 – 株式会社サイバーエージェント、株式会社DGインキュベーション、電通グループとの資本提携、11億円を調達。
  - 12月 - サイバーエージェント、デジタルガレージと事業提携[5]
- 2014年
  - 2月 - 第14回「テレワーク推進賞」で会長賞を受賞
  - 4月 - 「DeNAショッピング」と業務提携[6]
  - 8月 - リクルートホールディングスへ第三者割当増資[7]
  - 10月 - 本社事務所を東京都渋谷区神南に移転
  - 12月 - 東証マザーズ上場。
- 2015年
  - 1月 - 経済産業省創設 第1回「日本ベンチャー大賞」の審査委員会特別賞(ワークスタイル革新賞)を受賞
  - 4月 - フリーランス向けエージェント「Crowdtech（クラウドテック）」提供開始
  - 6月 - サイバーエージェントから第三者割当増資
  - 11月 - 本社事務所を東京都渋谷区恵比寿ガーデンプレイスに移転
  - 11月 - イラスト制作のクラウドソーシング事業を展開する株式会社SeALを子会社化
- 2016年
  - 7月 - ハイレベルな事務領域の在宅アシスタントをマッチング「ビズアシスタントオンライン」（現・ビズアシ）提供開始
  - 11月 - 米国およびインドのベンチャー企業3社へ出資
  - 11月 - クラウドワークスベンチャーズ設立、投資育成事業を開始

- 2018年
  - 1月 - コーチ・ユナイテッド株式会社より、「サイタ（Cyta.jp）」の開発・運営事業を譲受（2021年6月30日サービス終了）
  - 7月 - 合弁会社クラウドマネー設立、金融事業を開始（2019年に解散）
- 2020年
  - 1月 - 副業・兼業人材のマッチングサービス「CrowdLinks（クラウドリンクス）」提供開始
  - 5月 - スキルの学習コミュニティ「クラウドカレッジ」（現・みんなのカレッジ）開講
  - 6月 - 連結子会社である株式会社電縁およびその子会社であるアイ・オーシステムインテグレーション株式会社の全株式を譲渡
  - 10月 - 仮想オフィス「RISA」を手掛ける株式会社OPSIONと業務資本提携を締結
- 2021年
  - 9月 - 即戦力のIT人材を保有するコデアル株式会社を子会社化
  - 11月 - 30秒で作れるスキルEC作成サービス「PARK」提供開始
- 2022年
  - 3月 - ハイクラスの副業エージェント「LinksAgent（リンクスエージェント）」提供開始
  - 4月 - オンライン月額定額決済サービスを運営する株式会社グルトを子会社化
  - 10月 - RPAでDXを推進するPeaceful Morning社を子会社化

## サービス
2012年3月にクローズドβ版のサービスを開始した。登録者数は915,000人以上(2016年5月18日現在)
時間単位で仕事の受発注ができる「時給制」と、プロジェクト単位で受発注できる「固定報酬制」の2つの方式を採用している。また、利用に関する手数料は仕事をした報酬額に応じて受注者が負担する仕組みとなっており、発注する側は有料オプションを除き無料で利用ができる。
2014年7月、地域活性化支援のための「クラウドワークス・アンバサダー」を開始。
2015年4月には新サービス「クラウドテック」、同年9月にマーケティングリサーチサービス「クラウドワークスリサーチ」開始。
同年10月にはタスク形式クラウドソーシングの手数料無料化、女性向け人材紹介事業「ウーマンワークス」を開始。
2016年1月には仕事能力の高いプロフェッショナルとして認定する制度「プロクラウドワーカー制度」、同年5月からはプロクラウドワーカーを対象に、3ヶ月で最大10万円のボーナスを支給する「クラウドワーカーボーナス」を開始した。4月には海外在住や海外で働きたいクラウドワーカー向け福利厚生「リゾートワーキング」も開始している。
2016年11月からは、CtoC型で知識や経験を売買するマーケットプレイス「WoWme（ワオミー）」の提供開始。
「WoWme（ワオミー）」は、ユーザーが自らのスキルや知識、経験をサービスとして出品し、それを他のユーザーが購入することができるという、いわばスキルのマーケットプレイスであり、CtoC、個人間取引の領域に進出を始めている。

2018年12月17日（月）「WoWme（ワオミー）」サービス終了。

## 加盟団体
- 一般社団法人新経済連盟
- 一般社団法人プロフェッショナル＆パラレルキャリア・フリーランス協会